# Maya Hanoomanjee
Santi Bai Maya Hanoomanjee (ur. 5 października 1952) – maurytyjska polityczka. Pierwsza kobieta na stanowisku przewodniczącej Zgromadzenia Narodowego Mauritiusa.

## Życiorys

### Młodość, edukacja i kariera zawodowa
Ukończyła szkołę podstawową Aryan Vedic Aided w Vacoas oraz szkołę średnią Queen Elizabeth College w Rose Hill. Skończyła studia na University of Mauritius.
Przez 33 lata, od 1971 do maja 2005 roku, pracowała w służbie cywilnej. W latach 1996–2004 była przewodniczącą Tea Board, organizacji odpowiedzialnej za nadzór nad rynkiem herbaty na Mauritiusie. Od 1997 do 2004 roku zarządzała Sugar Planter’s Mechanical Pool Corporation, korporacji odpowiedzialnej za koordynację współpracy pomiędzy gospodarstwami produkującymi cukier, a od 2001 do maja 2005 była prezeską Mauritius Sugar Authority, organizacji koordynującej współpracę na rynku cukru w kraju. W latach 1998–2004 była przewodniczącą Farmers Service Corporation, organizacji interesów grupowych maurytyjskich rolników. W 2004 roku została pierwszą szefową nowo utworzonego urzędu – Mauritius Revenue Authority, odpowiedzialnego za politykę fiskalną, politykę celną oraz gromadzenie podatków. Pełniła tę funkcję do odejścia na emeryturę w maju 2005 roku.

### Działalność polityczna
Od 2005 do 2014 roku była członkinią partii politycznej Militant Socialist Movement; była również asystentką sekretarza generalnego partii. W tym samym czasie zasiadała w zarządzie kobiecej frakcji partii.
Z powodzeniem wystartowała do Zgromadzenia Narodowego Mauritiusa w wyborach parlamentarnych na Mauritiusie w 2005 roku. W parlamencie została przewodniczącą Komisji ds. Rolnictwa (2005–2010) oraz członkinią Komitetu ds. Finansów Publicznych (2005–2010). Uzyskała reelekcję w wyborach parlamentarnych w 2010 roku. Od czerwca 2005 do marca 2010 oraz od lipca 2011 do października 2014 roku była związana z opozycją. W latach 2011–2014 była przewodniczącą Komisji ds. Rolnictwa i Zdrowia. Od maja 2010 do lipca 2011 roku była ministrą ds. zdrowia i jakości życia w rządzie Navina Ramgoolamiego. 22 grudnia 2014 została wybrana przewodniczącą izby. Została pierwszą kobietą na tym stanowisku. Funkcję tę pełniła do 21 listopada 2019.
W maju 2020 roku została wysokim komisarzem Mauritiusu w Indiach. 22 maja złożyła listy uwierzytelniające na ręce prezydenta Indii Ramy Kovindy.

### Pozostała działalność
Była delegatką na World Conference on Women organizowaną w 1995 roku w Pekinie. Od sierpnia 2015 do sierpnia 2016 była prezeską Commonwealth Parliamentary Association, stowarzyszenia przewodniczących parlamentów krajów Wspólnoty Narodów. Od maja 2016 była również przewodniczącą Parliamentary Association of the Indian Ocean Commission.

### Życie prywatne
Ma korzenie indyjskie. Jest mężatką. Ma trójkę dzieci.